# U3 (Metro de Berlim)
U3 é uma das nove linhas da U-Bahn de Berlim. Foi inaugurada em 1913 e circula entre as estações de  Krumme Lanke e Warschauer Straße. Tem ao todo 24 estações.